# ژیلی-ل-سیتو
ژیلی-ل-سیتو (به فرانسوی: Gilly-lès-Cîteaux) یک کمون در فرانسه با جمعیت ۶۰۳ نفر است که در کانتون نویتز-سنت جورج واقع شده‌است.